# لولوة عبد السلام
لولوة عبد السلام (19 ديسمبر 1986 -)، مخرجة كويتية وابنة الفنان الكاريكاتيري عبد السلام مقبول وهو رسام كاريكاتير سابق في إحدى الصحف الكويتية، وأيضاً أختها الممثلة والمخرجة هيا عبد السلام.، وتعمل في قناة الشاهد.

## أعمالها

### كمخرج مساعد
- 2007: مسرحية انتظارات.
- 2010: مسلسل ساهر الليل.
- 2011: مسلسل زينة الحياة.
- 2012: مسلسل شارع 90.

### كمخرج منفذ
- 2012: مسلسل وطن النهار.

### كمخرج
- 2015: فيلم شقة 6.[2]

## روابط خارجية
- لولوة عبد السلام على موقع قاعدة بيانات الأفلام العربية